# Fair Land Sarawak
Fair Land Sarawak (tiếng Việt: Vùng đất tươi đẹp Sarawak) là quốc ca của Thuộc địa vương thất Sarawak, sau này là bang Sarawak của Malaysia. Từ năm 1946 đến năm 1973, nó được sử dụng cùng với bài "God Save the King/Queen" (sau khi bàn giao).
Vào năm 1973, nó bị thay thế bởi "Sarawak Bahagia". Nhạc sáng tác bởi George R. K. Freeth, còn lời được viết bởi F.C. Ogden.

## Lời

### Chính thức
Lời bài hát ban đầu là tiếng Anh. Sau đó, nó được dịch sang tiếng Mã Lai.
| tiếng Anh | Tiếng Mã Lai |
| --- | --- |
| Fair Land Sarawak We will never cease to honour thee and with our loyal sons Defend your liberty From your high forest hills, Down to the open sea May freedom ever reign Men live in unity Proudly our Flag flies high above our Country strong and free Long may our People live in peace and harmony | Sarawak Tanah Airku Engkau akan kami sanjung Dengan anakmu yang setia Akan kami berjuang Dari bukit-bukau Hingga ke laut samudera Semoga terus aman sentosa Hidup dengan bersatu padu Berkibarlah oh benderaku Di negaraku terus teguh dan bebas Semoga rakyat hidup bersama Dalam aman dan harmoni |

### Không chính thức
Phiên bản tiếng Iban được cho là sắp xếp bởi Abang Ujai.
| Tiếng Iban | Tiếng Hán |
| --- | --- |
| Pemanah Sarawak kami selalu meri puji Nyaga pengelantang menua anak kami Ari bukit, kampung ngagai tasik nyadi Pemaik meruan, kami begempung ati Tinggi menira bediri diatas menua kami Gayu mensia diau likun enggau rami | 美麗砂朥越我們忠心愛您永不停 愛國兒女們保衛您自由安寧 從遼闊大海遠達高大的山林 願自由恆久統治民活和諧裡 傲然我國旗飄揚自由壯麗永高升 願我民安寧生活和平融洽裡 |